# 河島英昭
河島 英昭（かわしま ひであき、1933年11月22日 - 2018年5月25日）は、日本のイタリア文学者、翻訳家。東京外国語大学名誉教授。

## 生涯
東京府生まれ。福島県立白河高等学校卒業後、学資のため三年間働き、東京外国語大学イタリア語科を卒業、同大学副手、助手、専任講師、助教授、1960年からチェーザレ・パヴェーゼ全集の半ばを翻訳、1960年代後半にローマ大学に留学、1979年、東京外大教授。
イタリア文学の研究、翻訳に業績をあげ、1988年、『ウンガレッティ全詩集』でピーコ・デッラ・ミランドラ賞、1990年、ウンベルト・エーコ『薔薇の名前』の翻訳で日本翻訳文化賞、1991年、BABEL国際翻訳大賞日本翻訳大賞、2006年、『イタリア・ユダヤ人の風景』で読売文学賞受賞。イタリア文学研究センター主宰。ほかにカルヴィーノ、モラヴィアの翻訳も多い。
ダンテ『神曲 〈地獄篇〉』を、口語詩体で一歌ずつ岩波書店の月刊誌「図書」で、2005年6月号から2008年6月号まで連載。続編〈煉獄篇〉も、同誌2011年1月号から連載されたが未完となった。
2018年5月25日、脳梗塞のため死去。84歳没。

## 著書
- 『氷河と蝶 イタリア旅想』（筑摩書房） 1983
  - 改題『イタリアをめぐる旅想』（平凡社ライブラリー） 1994
- 『叙事詩の精神 パヴェーゼとダンテ』（岩波書店） 1990
- 『ウンガレッティ 詩人の生涯』（花神社） 1994
- 『ローマ散策』（岩波新書） 2000
- 『イタリア・ユダヤ人の風景』（岩波書店） 2004、オンデマンド版 2015
- 『めぐりくる夏の日に』（岩波書店） 2007

## 翻訳
- 『無関心な人びと』（アルベルト・モラヴィア、弘文堂） 1966。改訳版 岩波文庫（上・下） 1991
- 『関心 アテンツィオーネ』（モラヴィア、新潮社） 1968
- 『詩集 そしてすぐに日は暮れる』（クヮジーモド、平凡社、世界名詩集） 1968
- 『チェーザレ・パヴェーゼ全集1 流刑』（チェーザレ・パヴェーゼ、晶文社） 1969、岩波文庫 2012
- 『チェーザレ・パヴェーゼ全集2 故郷』（チェーザレ・パヴェーゼ、晶文社） 1969、岩波文庫 2003
- 『チェーザレ・パヴェーゼ全集3 美しい夏』（チェーザレ・パヴェーゼ、晶文社） 1970、岩波文庫 2006
- 『チェーザレ・パヴェーゼ全集7 丘の上の悪魔』（チェーザレ・パヴェーゼ、晶文社） 1970
- 『わたしの中国観 文革中国を旅して』（モラヴィア、サイマル出版会） 1971 - 表記はモラビア
- 『まっぷたつの子爵』（イタロ・カルヴィーノ、晶文社） 1971、岩波文庫 2017
- 『愛と死の戦場 ベトナムに生の意味を求めて』（オリアーナ・ファラーチ、朝日新聞社） 1974
- 『チェーザレ・パヴェーゼ全集5 青春の絆』（チェーザレ・パヴェーゼ、晶文社） 1975
- 『バチッチャのふしぎなアフリカ探検』（エルマンノ・リベンツィ、ほるぷ出版） 1976
- 『こわいものなしのジョバンニン イタリア民話』（暁教育図書） 1977
- 『チェーザレ・パヴェーゼ全集9 月と篝り火』（チェーザレ・パヴェーゼ、晶文社） 1977、岩波文庫 2014
- 『みどりの小鳥 イタリア民話選』（イタロ・カルヴィーノ、岩波書店） 1978、新版1989。岩波書店・世界児童文学集 1994、新版 2003、岩波少年文庫 2013
- 『ロビンと海賊』（エルマンノ・リベンツィ、ほるぷ出版） 1979
- 『ローマ物語』全2冊（モラヴィア、集英社文庫） 1980
- 『宿命の交わる城』（カルヴィーノ、講談社） 1980／河出文庫 2004
- 『カヴァレリーア・ルスティカーナ』（ジョヴァンニ・ヴェルガ、岩波文庫） 1981
- 『イタリア抵抗運動の遺書』（P・マルヴェッツィ / G・ピレッリ編、冨山房百科文庫） 1983、新版 1998
- 『イタリア民話集』上・下（カルヴィーノ、岩波文庫） 1984 - 1985、ワイド版 2010
- 『ウンガレッティ全詩集』（ウンガレッティ、筑摩書房） 1988／岩波文庫 2018.4
- 『薔薇の名前』上・下（ウンベルト・エーコ、東京創元社） 1990
- 『逃げてゆく鏡』（ジョヴァンニ・パピーニ、国書刊行会） 1992
- 『ウンガレッティ詩集』（ジュゼッペ・ウンガレッティ編訳、小沢書店、双書・20世紀の詩人9） 1993
- 『そしてすぐに日が暮れる』（サルヴァトーレ・クァジーモド、平凡社ライブラリー） 1994
- 『澁澤龍彦文学館1「ルネサンスの箱」』（筑摩書房） 1993
「神曲 地獄篇(抄)」  ダンテ
「デカメロン(抄)」  ボッカッチョ
「オルランド狂乱(抄)」  アリオスト
- 『クアジーモド全詩集』（クアジーモド、筑摩書房） 1996／岩波文庫 2017･7
- 『エロス』（アルベルト・ベヴィラックァ(en:Alberto Bevilacqua)、集英社） 1997
- 『君主論』（マキアヴェッリ、岩波文庫） 1998、ワイド版 2001
- 『デカメロン』上・下（ボッカッチョ、講談社文芸文庫） 1999
- 『カテリーナのふしぎなお話』（エルサ・モランテ(en:Elsa Morante)、岩波書店） 2002
- 『パヴェーゼ文学集成』全6巻（パヴェーゼ、岩波書店）2008 - 2010：1 - 4は長篇集、5は短編集、6は詩文集
- 『ショパン - 炎のバラード』（ロベルト・コトロネーオ、集英社） 2010
- 『祭の夜』（パヴェーゼ、岩波文庫） 2012 - 短編集

## 監修
- 『60分で名著快読 マキアヴェッリ「君主論」』（日経ビジネス人文庫） 2016